# Opel 1.2 L
La 1.2 L era un'autovettura di fascia medio-bassa prodotta dal 1931 al 1935 dalla Casa automobilistica tedesca Opel.

## Profilo e storia

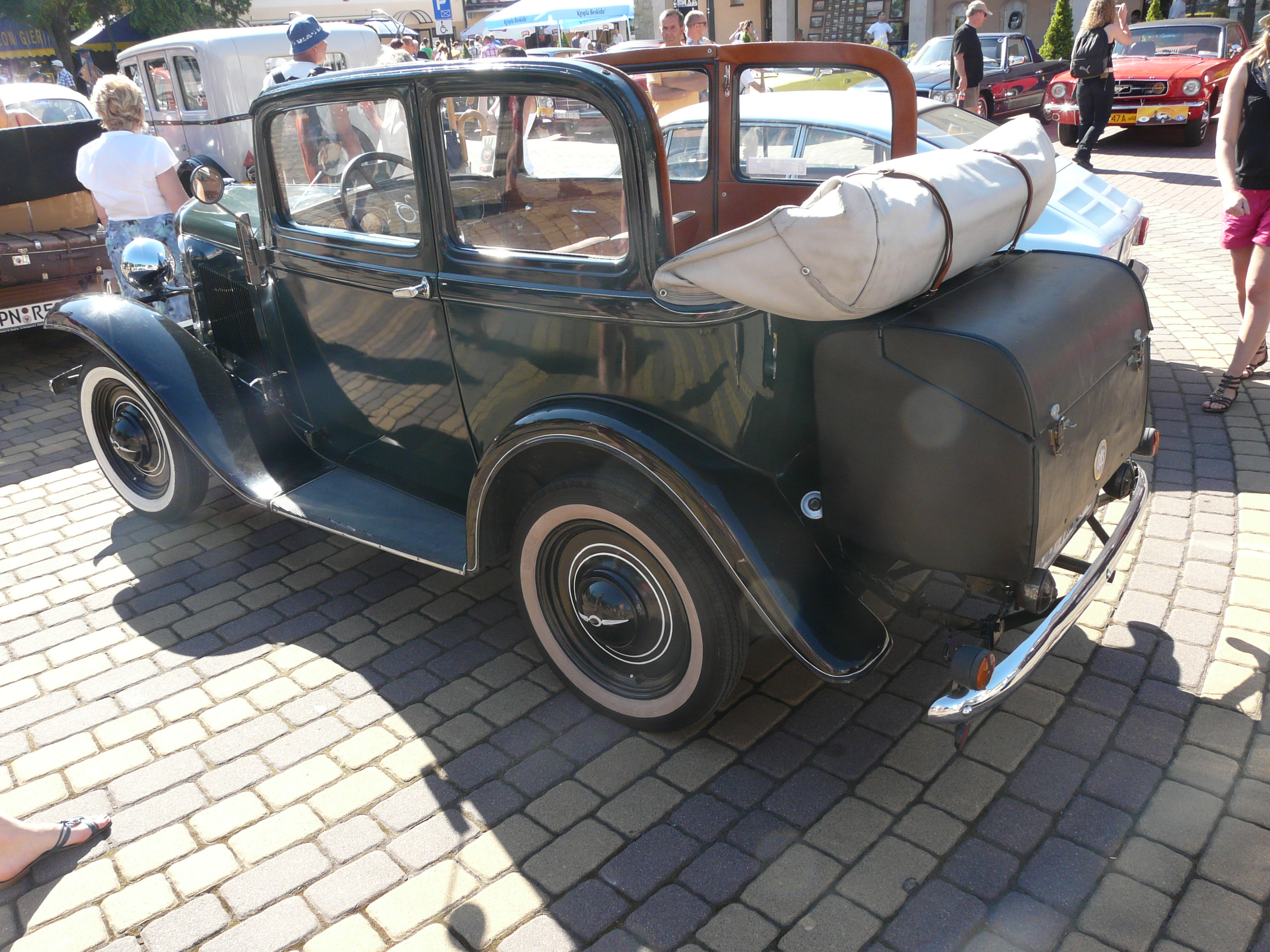
Una Opel 1.2 L cabriolet

La 1.2 L (o 1.2 Liter) fu lanciata alla fine del 1931, subito dopo il pensionamento della 1.1 L, a sua volta ultima evoluzione della vecchia Laubfrosch. Dato il successo di quest'ultima, si decise di non discostarsi eccessivamente dalle sue impostazioni generali e di apportare migliorie qua e là in maniera tale da rendere più brillante e confortevole la vettura.

La 1.2 L fu proposta in due principali varianti di carrozzeria: berlina, a sua volta disponibile in diversi allestimenti, e cabriolet.

La 1.2 L era anche disponibile in due varianti di telaio, diverse tra loro per la misura del passo, che poteva essere di 2,286 o di 2,445 m.

Sempre per quanto riguardava il telaio, si trattava di una struttura ad U in acciaio stampato, a cui erano fissati i freni a tamburo sulle quattro ruote e le sospensioni, le quali prevedevano sia davanti che dietro il classico assale rigido, le balestre semiellittiche e gli ammortizzatori idraulici, per la prima volta su una Opel di tale categoria.

La trasmissione comprendeva una frizione monodisco a secco, il differenziale a dentatura a spirale ed il cambio a tre marce.

Il motore era un'evoluzione della precedente unità da un litro montata sulla 1.1 L e sulle precedenti versioni della Laubfrosch. Tale motore ha usufruito di un processo di rialesatura, passando dagli iniziali 1018 a 1186 cm³ di cilindrata. La distribuzione mantenne il classico schema a valvole laterali, mentre l'alimentazione era a carburatore monocorpo. La potenza massima era di 22 CV a 3200 giri/min, sufficienti per garantire alla vettura una velocità massima di 80 km/h, arrivando a consumare solo 9 litri di carburante ogni 100 km, un bel risultato per l'epoca.

Nel 1933, la 1.2 L ricevette alcuni aggiornamenti di dettaglio, fra cui un leggerissimo aumento di potenza, da 22 a 23 CV, mentre sulle versioni più raffinate fu introdotto il cambio a quattro marce. La velocità massima arrivò a 85 km/h.

La 1.2 L fu tolta di produzione a metà del 1935 e venne rimpiazzata dalla P4.